# Jerusalem (Ohio)
Jerusalem es una villa ubicada en el condado de Monroe en el estado estadounidense de Ohio. En el Censo de 2010 tenía una población de 161 habitantes y una densidad poblacional de 256,87 personas por km².

## Geografía
Jerusalem se encuentra ubicada en las coordenadas 39°51′7″N 81°5′45″O / 39.85194, -81.09583. Según la Oficina del Censo de los Estados Unidos, Jerusalem tiene una superficie total de 0.63 km², de la cual 0.63 km² corresponden a tierra firme y (0%) 0 km² es agua.

## Demografía
Según el censo de 2010, había 161 personas residiendo en Jerusalem. La densidad de población era de 256,87 hab./km². De los 161 habitantes, Jerusalem estaba compuesto por el 100% blancos, el 0% eran afroamericanos, el 0% eran amerindios, el 0% eran asiáticos, el 0% eran isleños del Pacífico, el 0% eran de otras razas y el 0% pertenecían a dos o más razas. Del total de la población el 1.24% eran hispanos o latinos de cualquier raza.